# Imeneo

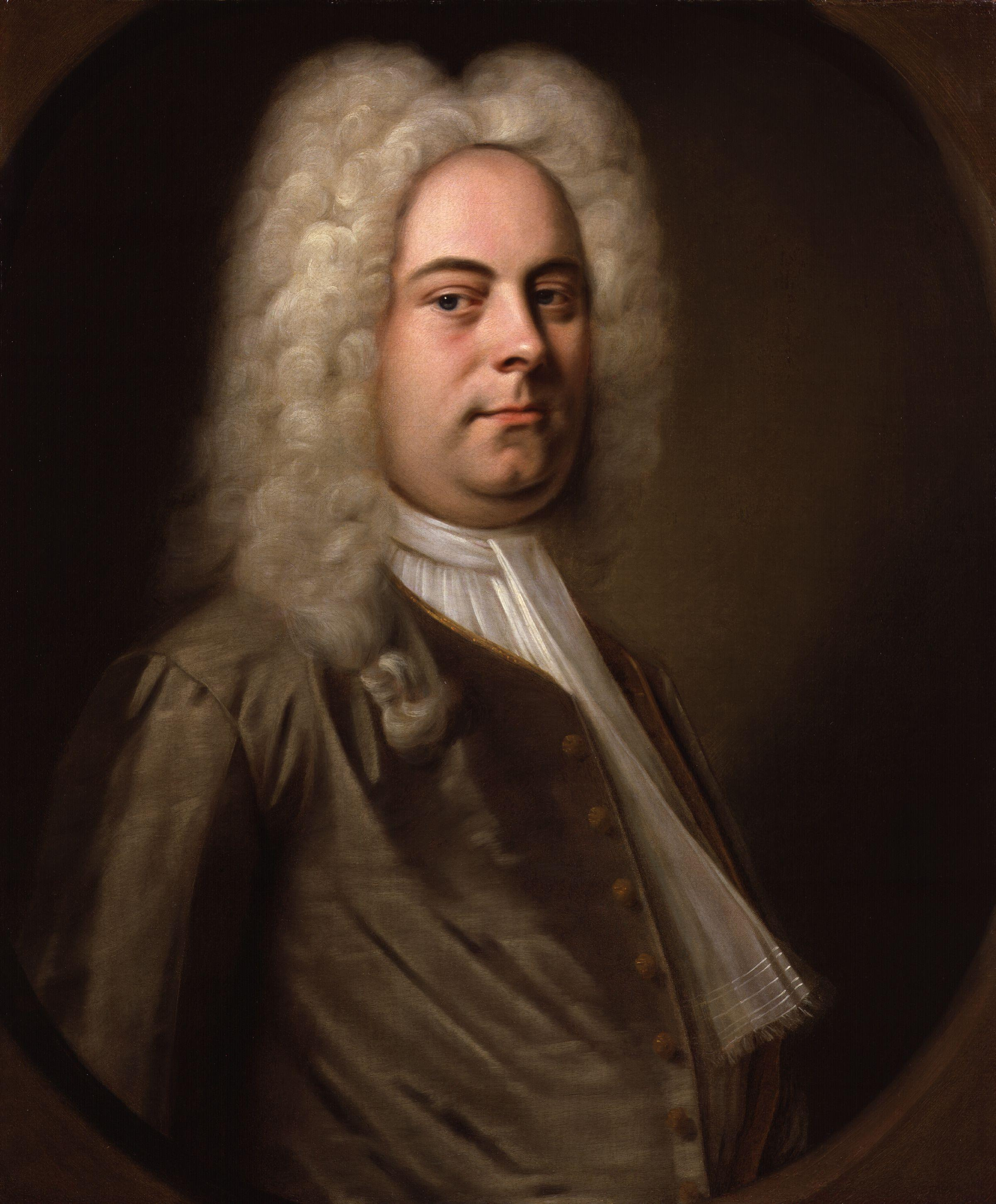
Georg Friedrich Händel

Imeneo (HWV 41) är en opera i tre akter med musik av Georg Friedrich Händel. Librettot  bygger på Silvio Stampiglias libretto Imeneo in Athene.

## Historia
Imeneo kan ha tillkommit som en hyllningsopera vid ett eventuellt kommande kungligt bröllop. Händel gjorde i alla fall en del revideringar av operan i slutet av 1739 utan att helt slutföra verket. Operan hade premiär den 22 november 1740 på Theatre Royal vid Lincoln's Inn Fields i London. Den var ingen succé och spelades bara två gånger.

## Personer
- Imeneo (bas)
- Tirinto (mezzosoprankastrat)
- Rosmene (sopran)
- Clomiri (sopran)
- Argenio (bas)

## Handling

### Akt I
Tirinto sörjer frånvaron av sin älskade Rosmene med vilken han är förlovad. Hon har gett sig av med andra jungfrur från Athen för att delta i ceremonin till gudinnan Ceres ära. Ryktet går att deras skepp har kapats av pirater. Tirinto bestämmer sig för att söka efter dem men det hela avbryts av Imeneos ankomst. För att kunna vara nära sin älskade Rosmene förklädde han sig till kvinna och medan piraterna sov dödade han dem. Som tack kräver han Rosmenes hand. Senatorn Argenio (vars dotter Clomiri också befann sig på skeppet) går med på att stödja honom men Tirinto förfäras av förslaget. Clomiri är också förfärad då hon har förälskat sig i Imeneo. Ställd inför rivaliteten mellan Tirinto och Imeneo håller Rosmene inne med vad hon känner.

### Akt II
Argenio berättar för Rosmene att hon bör välja Imeneo, även om det skulle innebära att hon bröt trohetslöftet till Tirinto. Argenio proklamerar att Athen stödjer Imeneo men låter Rosmene välja själv. Både Imeneo och Tirinto uppmanar henne att göra sitt val.

### Akt III
Rosmene har svårt att välja. Imeneos uttalande att han endast kan tänka sig att gifta sig med Rosmene väcker Clomiris svartsjuka. Rosmene berättar om en dröm hon haft i vilken hon begav sig ned till dödsriket Hades där hon mötte den store domaren Radamanto som bar ett svärd i ena handen och en vågskål i den andra. Han slog till henne med svärdet och hennes själ lämnade kroppen. Rosmene vacklar till och båda friarna rusar till hennes hjälp. Hon skickar iväg Tirinto och säger att hon har valt Imeneo.